# European Imaging and Sound Association

Logo EISA

EISA (skrót od ang. Expert Imaging and Sound Association) – Stowarzyszenie Ekspertów Obrazu i Dźwięku, bazujące na współpracy czasopism poświęconych tematyce multimediów, oferujących m.in. testy sprzętu RTV, foto, wideo, telefonów komórkowych itp. Członkami EISA z Polski są trzy magazyny: Audio, Foto-Kurier oraz Płaskie Ekrany. Organizacja ta została założona w 1982 roku. Obecnie przewodniczącym Stowarzyszenia jest Jorge Gonçalves.
EISA najbardziej znana jest z corocznych nagród (EISA Awards) przyznawanych różnym urządzeniom w kilkudziesięciu kategoriach. Nagrody te uznawane są za jedne z najbardziej prestiżowych wyróżnień w dziedzinie sprzętu audiowizualnego.